# Henrik Hielmstierne
Henrik Hielmstierne (1. januar 1715 – 18. juli 1780) var en islandsk-dansk gehejmeråd, historiker og bogsamler.
Hans borgerlige navn var Henrik Henrichsen, og han blev født i København, hvor hans fader, Niels Henrichsen, var en rig islandsk købmand, der blev rådmand, senere justitsråd og viceborgmester (den 9. oktober 1745). Moderen hed Agnete Birgitte født Finkenhagen (død 1763).

## Biografi

### Ungdom
Forældrene lod sig det være magtpåliggende at give deres børn den bedste opdragelse og uddannelse. Hielmstierne blev undervist i hjemmet, og Hans Gram og Andreas Hojer, der var faderens
omgangsvenner (den sidste boede i huset hos faderen), var også rådgivere ved valget af lærere. De
bekendte teologiske professorer Peder Holm og Christian Langemach Leth underviste drengen, der i sit 18. år dimitteredes til Københavns Universitet.
Han studerede derpå teologi og tog attestats 1736, skønt han påtænkte at gå den diplomatiske vej. Ved daglig omgang med Andreas Hojer og en anden som bogelsker og samler bekendt mand, kaptajn Schulenburg (senere generalauditør i Norge), som også boede i faderens gård, blev hans lyst til historiske studier yderligere vakt, og tidlig gav han sig selv til at samle bøger og kunstsager, særlig nordiske mønter.
Allerede 1738 blev han sekretær i det danske Kancelli. I denne stilling begyndte han at gå "Kommissionen til Ordning og Beskrivelse af den kongelige Møntsamling" til hånde og lagde ved dette arbejde god indsigt og kundskab for dagen. Samtidig udarbejdede han en fortegnelse
over de ældste danske bøger og beskrev deres forfatteres levned samt beskæftigede sig med studiet af de ældre oldenborgske kongers historie, navnlig efter utrykte kilder.

### Udlandsrejse
I begyndelsen af 1740 tiltrådte han en længere udenlandsrejse til Tyskland, Frankrig og England og opholdt sig navnlig i Strasbourg, Paris og London.
Overalt, hvor han kom hen, stiftede han bekendtskab med fremragende lærde og statsmænd og vedligeholdt forbindelsen med adskillige af dem gennem brevveksling efter sin hjemkomst.
Historikeren Johann Daniel Schöpflin i Strasbourg og den berømte svenske statsmand og kunstkender grev Carl Gustaf Tessin, der på den tid var gesandt i Paris, fortjener særlig at fremhæves blandt disse, fordi de ved deres studier og interesser fik en stor betydning for Hielmstiernes hele åndsretning.
Hielmstierne kom hjem i efteråret 1742 med rige litterære og kunstneriske skatte, men tillige aldeles inddrukket af franske sæder og fransk levevis. "Mr. Anrison" (fransk udtale af Henrichsen) vakte en del opsigt i København, just ikke til sin fordel. Han holdt kostbare gæstebud og samlede ved sit bord stadens fornemste og lærdeste mænd. Allerede behøvede han én sal til sit bibliothek, én til sin malerisamling; og i en anden etage i huset havde han sine dagligværelser.

### Videnskabelige selskaber
Det blev ham foreslået at gå som legationssekretær til Madrid. Men da det Kongelige danske Videnskabernes Selskab blev stiftet i november samme år, blev Hielmstierne straks ved første møde efter gehejmeraad Johan Ludvig Holsteins ønske Selskabets sekretær og måtte således afslå tilbuddet om den diplomatiske post.
Selskabets første medlemmer var foruden Henrik Hielmstierne, Johan Ludvig Holstein (der bliver Selskabets første præsident), Hans Gram og Erik Pontoppidan den yngre, med hvem Hielmstierne derved kom i nær forbindelse.
Allerede i 1743 blev Hielmstierne optaget som medlem af det londonske Royal Society. Sin plads i Kancelliet bevarede han fremdeles -- fra 1750 som assessor -- lige til sin afskedigelse her fra 1771 under Johann Friedrich Struensees regimente.

### Videre karriere
1744 blev han assessor i Højesteret. Næppe havde Jacob Langebek 1745 stiftet Det kongelige danske Selskab for Fædrelandets Historie (kaldet "det lille Selskab" i modsætning til Videnskabernes Selskab, som var det store), før Hielmstierne lod sig forstå med gerne at ville optages som medlem i dette, og hans ønske herom blev villig imødekommet; han var da et virksomt medlem af Selskabet lige til sin død. Han blev 18. november 1744 indvoteret i den københavnske frimurerloge Zorobabel. Han var allerede tidligere på sin udlandsrejse, antagelig i London, blevet frimurer.
Da hans fader ved sygdom var forhindret i selv at styre sit store gods Vesterbygaard ved Kalundborg, overtog Hielmstierne i foråret 1745 dets bestyrelse og begyndte at lægge sig efter landvæsenet. Ved faderens død samme år blev han ejer af Godset.
3. februar 1747 ophøjedes han i adelstanden med navnet Hielmstierne, og 4. august samme år ægtede han Andrea Kirstine Kjærulf af adelig byrd (født 19. januar 1730, død i København 19. oktober 1806), datter af kancelliråd Søren Kjærulf (død 1730) og Johanne Marie født Bentzon. Ved dette giftermaal blev Hielmstierne ejer af Mølgaard i Aalborg Amt og Holmgaard i Viborg Amt, men solgte dem begge allerede året efter.
Han steg nu fra den ene værdighed til den anden. Ved Frederik 5.’s salving 1747 blev han justitsråd, 1760 etatsråd, 1766 konferensråd, 1774 Ridder af Dannebrog og tog til symbolum: "Gloria in obseqvio" ("Ære i at tjene"). 1776 blev han justitiarius i Højesteret, hvilket embede han beklædte til sin død, 1777 gehejmeråd. I Videnskabernes Selskab blev han præses 1776 og året efter æresmedlem af Kunstakademiet. Han døde i København 18. juli 1780.
I sine forskellige embedsstillinger vandt Hielmstierne almindelig højagtelse for retsind, dygtighed og utrættelig flid. Bolle Willum Luxdorph kaldte ham i det latinske epigram, han satte under hans billede, "en uforfærdet Hævder af Sandhed, et Forbillede paa Dyd og en Mand,
som altid satte Fædrelandet over sin egen Person". Peter Friderich Suhm fremhæver, ved siden af hans duelighed, hans pålidelighed og trofasthed. Christian Frederik Jacobi holdt sørgetale over ham i Videnskabernes Selskab og stillede i denne "sin Velgjører og sin Ven" meget højt.
Hielmstierne var ikke produktiv som forfatter. Nogle enkelte håndskrevne ungdomsarbejder er nævnte ovenfor. Trykt haves kun nogle lejlighedstaler. Et udkast til en lovtale over Gram, oplæst i Videnskabernes Selskab, blev efter hans død trykt i Suhms Nye Samlinger IV, 165 ff. Sammen med Luxdorph og Langebek foranstaltede han udgaven 1751 af Ole Worms latinske brevveksling.
Hans håndskrift og ortografi var påfaldende slette og skødesløse; men hans lærde brevveksling var meget vidtstrakt både i yngre og ældre år.

### Bogsamlingen
Det havde fra hans tidlige ungdom været en trang hos ham at samle bøger; og i det han indskrænkede sig mest til dansk litteratur og, hvad dermed stod i forbindelse, og han derhos rådede over betydelige pengemidler, fik hans samling en enestående fuldstændighed og skønhed. Han var omhyggelig for at erhverve de bedst vedligeholdte eksemplarer; og kunne han ej på anden måde komme i besiddelse af litterære sjældenheder, lod han dem aftrykke.
Til sit bibliothek gav han villig danske videnskabsmænd adgang. Da hans ældste datter, hans eneste i live værende barn, 1773 ægtede kammerherre, senere greve, Marcus Gerhard Rosencrone, bestemte Hielmstierne ved ægtepagten, at hans samlinger af danica, det være sig bøger, manuskripter, landkort eller portrætter, skulle evindelig bevares i familien og være et fideikommis; og efter hans død skulle en udførlig katalog trykkes og samlingerne forøges.
Katalogen blev også udgivet (1782-1786) i 3 anselige kvartbind under tilsyn af Suhm, som ledsagede den med fortaler. I lang tid stod samlingerne ubenyttede; men grev Rosencrone troede ikke at handle mod stifterens patriotiske hensigt ved at søge bibliotheket forenet med et større
offentligt. Han overdrog derfor bogsamlingen til kongen, hvorefter det ved kongelig resolution af 6. marts 1807 bestemtes, at den samlet skulle opstilles i Det Kongelige Bibliotek og der bestandig udgøre en særskilt afdeling under navn af "den Hielmstierne-Rosencronske Bogsamling". Den er således nu en af nævnte biblioteks herlige skatte, der har været og stadig er en vigtig hjælpekilde for litteraturens dyrkere. Stifterens marmorbuste, modelleret af Bertel Thorvaldsen, er opstillet ved samlingen.

## Ekstern henvisning
- Dansk biografisk lexikon, bind VII